# Coenonympha latifasciata
Coenonympha latifasciata är en fjärilsart som beskrevs av Matsumura 1925. Coenonympha latifasciata ingår i släktet Coenonympha och familjen praktfjärilar. Inga underarter finns listade i Catalogue of Life.